# Fritz Feld

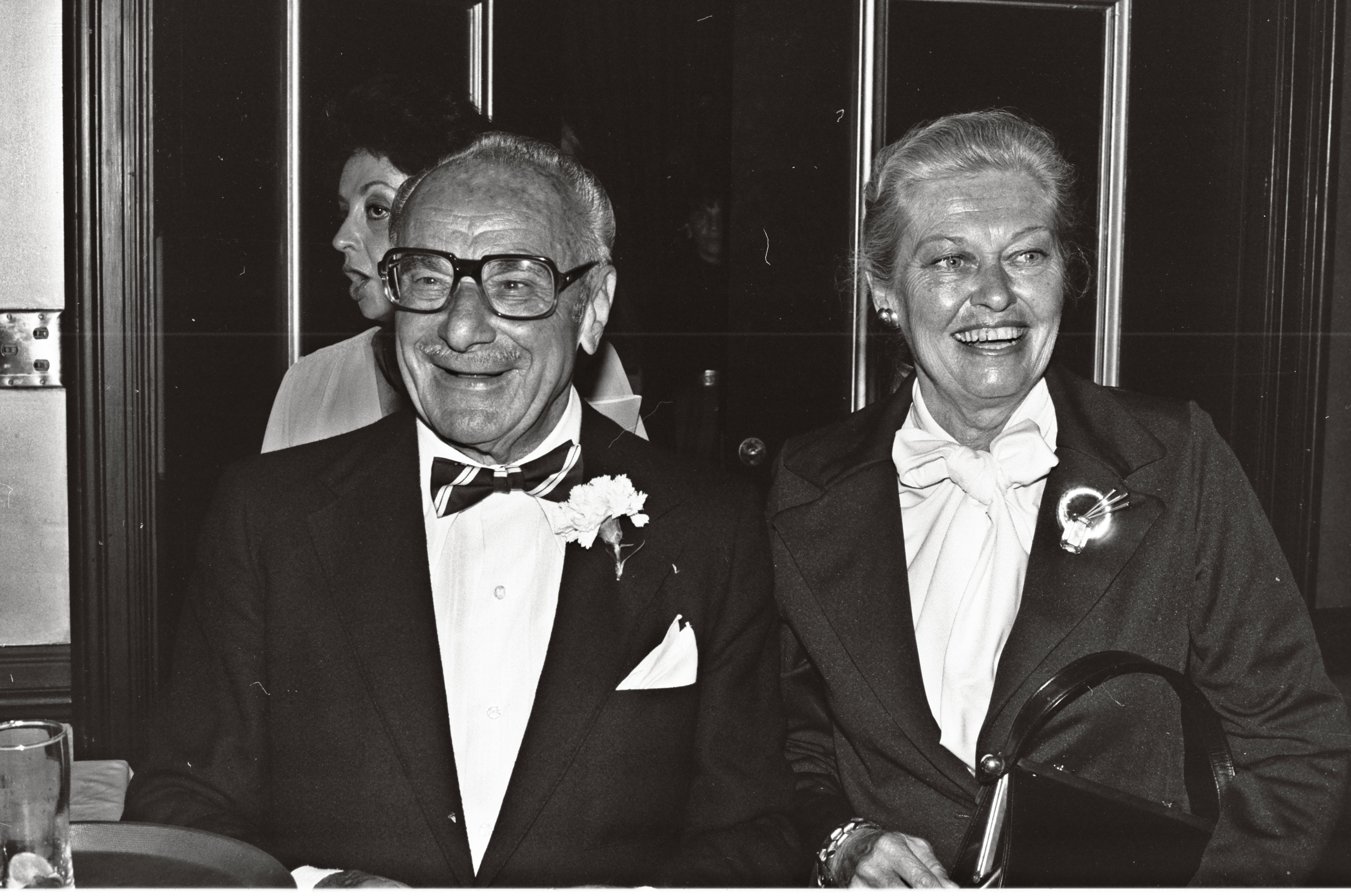
Fritz Feld och Virginia Christine, 1979.

Fritz Feld, ursprungligen Fritz Feilchenfeld, född 15 oktober 1900 i Berlin i dåvarande kejsardömet Tyskland, död 18 november 1993 i Los Angeles, Kalifornien, var en tysk-amerikansk skådespelare som var aktiv både i Tyskland och i USA.

## Biografi
Sin skådespelardebut gjorde han i den tyska stumfilmen Der Golem und die Tänzerin år 1917 men det stora genombrottet fick han med filmer som Der Golem, wie er in die Welt kam och Weltbrand under början av 1920-talet. Han spelade i stort sett alltid samma slags karaktär på film.
År 1940 gifte han sig med konsertpianisten och operasångerskan Virginia Christine, som han även fick två barn med. Äktenskapet varade fram till Fritz död år 1993. Virginia dog tre år senare, år 1996.

## Filmografi i urval
- 1920 – Der Golem, wie er in die Welt kam
- 1928 – A Ship Comes In
- 1929 – One Hysterical Night
- 1937 – I Met Him in Paris
- 1938 – Ingen fara på taket
- 1939 – Dårskapens marknad
- 1939 – En dag på cirkus
- 1940 – Drama i djungeln
- 1942 – En sjusärdeles flicka
- 1944 – På kärlekens vingar
- 1947 – Här kommer en annan
- 1950 – Pappa i trotsåldern
- 1952 – Dollarflickan
- 1954 – Hämndens väg
- 1956 – I Love Lucy (TV-serie)
- 1958 – Alfred Hitchcock presenterar (TV-serie)
- 1959 – Alla tiders flottist
- 1960 – Hello Dolly
- 1961 – Bara på skoj
- 1963 – 4 för Texas
- 1966 – Alla tiders Casanova
- 1967 – Barfota i parken
- 1968 – Bewitched (TV-serie)
- 1974 – Full speed igen, Herbie
- 1976 – Det våras för stumfilmen
- 1980 – Herbie vild och galen
- 1981 – Det våras för världshistorien del 1
- 1983 – Magnum (TV-serie)